# Eddie Niedzwiecki
Eddie Niedzwiecki est un ancien gardien de but de football britannique né à Bangor (Pays de Galles) le 3 mai 1959. Il a joué pour les clubs de Chelsea, avec lequel il a été élu "joueur de l'année", et pour Wrexham. Il compte 2 sélections en équipe du Pays de Galles.